# Dennis Tucker
Dennis Tucker (Dennis Edwin Tucker;) (* 31. Mai 1928) ist ein ehemaliger britischer Speerwerfer.
1954 wurde er für England startend bei den British Empire and Commonwealth Games in Vancouver Vierter.
Seine persönliche Bestleistung von 67,00 m stellte er 1955 auf.